# New York City Marathon 1996
De New York City Marathon 1996 werd gelopen op zondag 3 november 1996. Het was de 27e editie van deze marathon.
De Italiaan Giacomo Leone kwam bij de mannen als eerste over de streep in 2:09.54. De Roemeense Anuța Cătună won bij de vrouwen in 2:28.18.
In totaal finishten 28.182 marathonlopers de wedstrijd, waarvan 20.749 mannen en 7.433 vrouwen.

## Uitslagen

### Mannen
| rang   | naam                 | land | tijd    |
| ------ | -------------------- | ---- | ------- |
| Goud   | Giacomo Leone        | ITA  | 2:09.54 |
| Zilver | Tumo Turbo           | ETH  | 2:10.09 |
| Brons  | Joseph Kamau         | KEN  | 2:10.40 |
| 4      | John Kagwe           | KEN  | 2:10.59 |
| 5      | Andres Espinosa      | MEX  | 2:11.39 |
| 6      | Cosmas Ndeti         | KEN  | 2:11.53 |
| 7      | Martín Fiz           | ESP  | 2:12.31 |
| 8      | Luca Barzaghi        | ITA  | 2:12.42 |
| 9      | Sam Nyangincha       | KEN  | 2:12.44 |
| 10     | William Koech        | KEN  | 2:12.57 |
| 11     | Philip Chirchir      | KEN  | 2:15.29 |
| 12     | Ezekiel Bitok        | KEN  | 2:15.57 |
| 13     | Pablo Sierra         | ESP  | 2:16.14 |
| 14     | Marcello Curioni     | ITA  | 2:16.19 |
| 15     | Benson Masya         | KEN  | 2:16.36 |
| 16     | Dominique Chauvelier | FRA  | 2:17.26 |
| 17     | Terje Naess          | NOR  | 2:17.47 |
| 18     | Miroslaw Zerkowski   | POL  | 2:18.24 |
| 19     | Elijah Lagat         | KEN  | 2:18.35 |
| 20     | Klaus-Peter Hansen   | DEN  | 2:18.41 |
| 21     | Fabien Manzanares    | FRA  | 2:19.51 |
| 22     | Giuseppe Carella     | ITA  | 2:20.02 |
| 23     | Abdi Djama           | FRA  | 2:20.03 |
| 24     | Joseph Mcveigh       | USA  | 2:21.12 |

### Vrouwen
| rang   | naam                  | land | tijd    |
| ------ | --------------------- | ---- | ------- |
| Goud   | Anuța Cătună          | ROU  | 2:28.18 |
| Zilver | Franca Fiacconi       | ITA  | 2:28.42 |
| Brons  | Joyce Chepchumba      | KEN  | 2:29.38 |
| 4      | Kim Jones             | USA  | 2:34.46 |
| 5      | Christine Mallo       | FRA  | 2:35.31 |
| 6      | Zahia Dahmani         | FRA  | 2:36.40 |
| 7      | Tegla Loroupe         | KEN  | 2:37.19 |
| 8      | Grete Kirkeberg       | NOR  | 2:37.37 |
| 9      | Jeanne Peterson       | USA  | 2:38.05 |
| 10     | Gadisse Edato         | ETH  | 2:40.44 |
| 11     | Josette Colomb        | FRA  | 2:41.06 |
| 12     | Zofia Wieciorkowska   | POL  | 2:42.46 |
| 13     | Nelly Glauser         | SUI  | 2:43.25 |
| 14     | Gillian Horovitz      | ENG  | 2:45.12 |
| 15     | Karen Peterson        | USA  | 2:45.28 |
| 16     | Maria-Claudia Menconi | ITA  | 2:46.01 |
| 17     | Annie Coathalem       | FRA  | 2:46.05 |
| 18     | Jean Chodnicki        | USA  | 2:49.33 |
| 19     | Maria Gomes           | BRA  | 2:54.47 |
| 24     | Kari Proffitt         | USA  | 2:57.19 |

1970 ·
1971 ·
1972 ·
1973 ·
1974 ·
1975 ·
1976 ·
1977 ·
1978 ·
1979 ·
1980 ·
1981 ·
1982 ·
1983 ·
1984 ·
1985 ·
1986 ·
1987 ·
1988 ·
1989 ·
1990 ·
1991 ·
1992 ·
1993 ·
1994 ·
1995 ·
1996 ·
1997 ·
1998 ·
1999 ·
2000 ·
2001 ·
2002 ·
2003 ·
2004 ·
2005 ·
2006 ·
2007 ·
2008 ·
2009 ·
2010 ·
2011 ·
2012 · 
2013 ·
2014 ·
2015 ·
2016 ·
2017 ·
2018 ·
2019 ·
2020 · 
2021 ·
2022 ·
2023 ·
2024